# Mitja Kunc
Mitja Kunc (ur. 12 listopada 1971 w Črnej na Koroškem) – słoweński narciarz alpejski reprezentujący także Jugosławię, brązowy medalista mistrzostw świata seniorów i juniorów.

## Kariera
Po raz pierwszy na arenie międzynarodowej pojawił się w 1989 roku, startując na mistrzostwach świata juniorów w Aleyska zajmując jedenaste miejsce w gigancie i szesnaste w supergigancie. Na rozgrywanych rok później mistrzostwach świata juniorów w Zinal zajął trzecie miejsce w gigancie. Był tam też siódmy w zjeździe i dziesiąty w slalomie.
W zawodach Pucharu Świata zadebiutował 23 stycznia 1990 roku w Veysonnaz, zajmując piętnaste miejsce w gigancie. Tym samym już w swoim debiucie wywalczył pierwsze pucharowe punkty. Na podium zawodów tego cyklu po raz pierwszy stanął 18 stycznia 1994 roku w Crans-Montana, kończąc giganta na drugiej pozycji. W zawodach tych rozdzielił Norwega Jana Einara Thorsena i Austriaka Rainera Salzgebera. Łącznie sześć razy stawał na podium, odnosząc jedno zwycięstwo: 27 lutego 2000 roku w Yongpyong wygrał slalom. Pierwsze zwycięstwo odniósł, awansując z 27. miejsca, które zajmował po pierwszym przejeździe. Najlepsze wyniki osiągnął w sezonie 1999/2000, kiedy zajął 19. miejsce w klasyfikacji generalnej. Ponadto w sezonie 2001/2002 był czwarty w klasyfikacji slalomu.
Na mistrzostwach świata w St. Anton w 2001 roku wywalczył brązowy medal w slalomie, przegrywając tylko z dwoma Austriakami: Mario Mattem i Benjaminem Raichem. Był też między innymi piąty podczas mistrzostw świata w Sierra Nevada w 1996 roku. W 1992 roku wystąpił na igrzyskach olimpijskich w Albertville, zajmując 27. miejsce w supergigancie i 23. miejsce w gigancie. Podczas igrzysk w Lillehammer w 1994 roku zajął czwarte miejsce w slalomie, przegrywając walkę o medal ze swym rodakiem, Jure Koširem o 0,09 sekundy. Zajął także osiemnaste miejsce w gigancie na igrzyskach olimpijskich w Nagano w 1998 roku oraz 28. miejsce w tej konkurencji podczas rozgrywanych cztery lata później igrzysk w Salt Lake City. W 2006 roku zakończył karierę.

## Osiągnięcia

### Igrzyska olimpijskie
| Miejsce | Dzień     | Rok  | Miejscowość    | Konkurencja | Czas biegu | Strata | Zwycięzca            |
| ------- | --------- | ---- | -------------- | ----------- | ---------- | ------ | -------------------- |
| 27.     | 16 lutego | 1992 | Albertville    | Supergigant | 1:13,04    | +3,45  | Kjetil André Aamodt  |
| 23.     | 18 lutego | 1992 | Albertville    | Gigant      | 2:06,98    | +5,90  | Alberto Tomba        |
| 28.     | 17 lutego | 1994 | Lillehammer    | Supergigant | 1:32,53    | +2,62  | Markus Wasmeier      |
| 14.     | 23 lutego | 1994 | Lillehammer    | Gigant      | 2:52,46    | +1,61  | Markus Wasmeier      |
| 4.      | 27 lutego | 1994 | Lillehammer    | Slalom      | 2:02,02    | +0,60  | Thomas Stangassinger |
| 18.     | 19 lutego | 1998 | Nagano         | Gigant      | 2:38,51    | +4,58  | Hermann Maier        |
| 28.     | 21 lutego | 2002 | Salt Lake City | Gigant      | 2:23,28    | +4,89  | Stephan Eberharter   |
| DNF2    | 23 lutego | 2002 | Salt Lake City | Slalom      | 2:23,28    | -      | Jean-Pierre Vidal    |

### Mistrzostwa świata
| Miejsce | Dzień       | Rok  | Miejscowość       | Konkurencja | Czas biegu | Strata | Zwycięzca            |
| ------- | ----------- | ---- | ----------------- | ----------- | ---------- | ------ | -------------------- |
| DNF     | 23 stycznia | 1991 | Saalbach          | Supergigant | 1:26,73    | -      | Stephan Eberharter   |
| 6.      | 3 lutego    | 1991 | Saalbach          | Gigant      | 2:29,94    | +1,95  | Rudolf Nierlich      |
| 16.     | 10 lutego   | 1993 | Morioka           | Gigant      | 2:15,36    | +3,94  | Kjetil André Aamodt  |
| 36.     | 13 lutego   | 1996 | Sierra Nevada     | Supergigant | 1:21,80    | +2,90  | Atle Skårdal         |
| 43.     | 17 lutego   | 1996 | Sierra Nevada     | Zjazd       | 2:00,17    | +5,06  | Patrick Ortlieb      |
| 5.      | 19 lutego   | 1996 | Sierra Nevada     | Kombinacja  | 3:31,95    | +1,47  | Marc Girardelli      |
| 14.     | 23 lutego   | 1996 | Sierra Nevada     | Gigant      | 1:58,63    | +5,60  | Alberto Tomba        |
| 14.     | 25 lutego   | 1996 | Sierra Nevada     | Slalom      | 1:42,26    | +4,69  | Alberto Tomba        |
| DNF2    | 12 lutego   | 1999 | Vail/Beaver Creek | Gigant      | 2:19,31    | -      | Lasse Kjus           |
| 15.     | 14 lutego   | 1999 | Vail/Beaver Creek | Slalom      | 1:42,12    | +2,82  | Kalle Palander       |
| 15.     | 8 lutego    | 2001 | Sankt Anton       | Gigant      | 2:23,80    | +3,44  | Michael von Grünigen |
| 3.      | 10 lutego   | 2001 | Sankt Anton       | Slalom      | 1:39,66    | +0,70  | Mario Matt           |
| DNS2    | 12 lutego   | 2003 | Sankt Moritz      | Gigant      | 2:45,93    | -      | Bode Miller          |
| DNF2    | 16 lutego   | 2003 | Sankt Moritz      | Slalom      | 2:45,93    | -      | Ivica Kostelić       |

### Mistrzostwa świata juniorów
| Miejsce | Dzień      | Rok  | Miejscowość | Konkurencja | Czas biegu | Strata | Zwycięzca           |
| ------- | ---------- | ---- | ----------- | ----------- | ---------- | ------ | ------------------- |
| 16.     | 6 kwietnia | 1989 | Aleyska     | Supergigant | 1:17,59    | +2,29  | Tommy Moe           |
| 11.     | 7 kwietnia | 1989 | Aleyska     | Gigant      | 2:17,20    | +3,48  | Jeremy Nobis        |
| 7.      | 21 marca   | 1990 | Zinal       | Zjazd       | 1:19,42    | +0,34  | Kjetil André Aamodt |
| 3.      | 24 marca   | 1990 | Zinal       | Gigant      | 2:20,38    | +1,72  | Lasse Kjus          |
| 10.     | 25 marca   | 1990 | Zinal       | Slalom      | 1:28,15    | +2,95  | Luigi Tacchini      |

### Puchar Świata

#### Miejsca w klasyfikacji generalnej
- sezon 1989/1990: 107.
- sezon 1990/1991: 52.
- sezon 1991/1992: 99.
- sezon 1992/1993: 89.
- sezon 1993/1994: 35.
- sezon 1994/1995: 47.
- sezon 1995/1996: 49.
- sezon 1996/1997: 70.
- sezon 1997/1998: 113.
- sezon 1998/1999: 58.
- sezon 1999/2000: 19.
- sezon 2000/2001: 26.
- sezon 2001/2002: 25.
- sezon 2002/2003: 67.
- sezon 2003/2004: 99.
- sezon 2004/2005: 126.

#### Miejsca na podium w zawodach
1. Crans-Montana – 18 stycznia 1994 (gigant) – 2. miejsce
2. Kranjska Gora – 6 stycznia 1995 (gigant) – 2. miejsce
3. Yongpyong – 27 lutego 2000 (slalom) – 1. miejsce
4. Schladming – 23 stycznia 2001 (slalom) – 3. miejsce
5. Adelboden – 6 stycznia 2002 (slalom) – 3. miejsce
6. Wengen – 13 stycznia 2002 (slalom) – 2. miejsce